# Niki Torrão
Nicholas Mário de Almeida Torrão (em chinês:  艾美達) (Joanesburgo, 18 de novembro de 1987), também conhecido como Niki Torrão, é um futebolista macaense que joga como avançado no clube Sporting de Macau e na Selecção Macaense.

## Carreira na Selecção Nacional
Quando jogava pela Selecção Macaense de Futebol em 2011, Torrão marcou o golo da vitória no Interport de futebol contra a Selecção Honconguesa.

### Golos
| #  | Data                   | Local                                    | Adversário  | Golo | Resultado | Competição                                       |
| -- | ---------------------- | ---------------------------------------- | ----------- | ---- | --------- | ------------------------------------------------ |
| 1. | 14 de Outubro de 2014  | Estádio Campo Desportivo, Taipa, Macau   | Singapura   | 2–2  | 2–2       | Partida amigável                                 |
| 2. | 3 de Novembro de 2016  | Sarawak Stadium, Kuching, Malásia        | Mongólia    | 1–0  | 2–1       | Copa Solidariedade da AFC de 2016                |
| 3. | 3 de Novembro de 2016  | Sarawak Stadium, Kuching, Malásia        | Mongólia    | 2–1  | 2–1       | Copa Solidariedade da AFC de 2016                |
| 4. | 6 de Novembro de 2016  | Sarawak Stadium, Kuching, Malásia        | Laos        | 3–1  | 4–1       | Copa Solidariedade da AFC de 2016                |
| 5. | 6 de Novembro de 2016  | Sarawak Stadium, Kuching, Malásia        | Laos        | 4–1  | 4–1       | Copa Solidariedade da AFC de 2016                |
| 6. | 2 de Outubro de 2017   | Estádio Campo Desportivo, Taipa, Macau   | Laos        | 3–1  | 3–1       | Partida amigável                                 |
| 7. | 11 de Outubro de 2017  | Sree Kanteerava Stadium, Bangalor, Índia | Índia       | 1–1  | 1–4       | Classificatórias para a Copa AFC da Ásia de 2019 |
| 8. | 14 de Novembro de 2017 | Estádio Campo Desportivo, Taipa, Macau   | Quirguistão | 2–3  | 3–4       | Classificatórias para a Copa AFC da Ásia de 2019 |